# Doruma
Doruma est une ville du nord-est de la République démocratique du Congo située dans la province du Haut-Uele, près de la frontière avec le Sud-Soudan. 

## Histoire
L'origine du nom de Doruma vient du nom Ndoromo ou Ndolomo, qui est le nom du roi Azande qui gouvernait le peuple dans cette région avant l'arrivée des colons belges. Doruma est connue pour sa végétation naturelle, notamment ses forêts épaisses, ses animaux sauvages et ses oiseaux exotiques. La ville est un important fournisseur d'huile de palme pour les villes voisines, comme Ezo, Nzara, Sakure et Yambio. Elle est également connue pour son riz parfumé et ses délicieux champignons de couleur orangée que les habitants appellent « Rute-Mbiro ».

## La guerre
Vers la fin du mois de décembre 1990, Doruma est devenue une ville d'accueil pour les réfugiés soudanais qui fuyaient la guerre civile, qui avait atteint les villes soudanaises de Maridi, Yambio, Ezo et Tombura. En 1992, le HCR, en accord avec le prince de Doruma et d'autres autorités gouvernementales, a ouvert le camp de réfugiés de Nambasa. Ce camp, situé à plusieurs kilomètres au sud de la ville de Doruma, est resté ouvert jusqu'en octobre 1998, lorsque les rebelles soudanais de l'époque, l'APLS, ont profité de la guerre qui se déroulait alors en République démocratique du Congo (RDC) pour pénétrer dans les villes de Doruma et de Dungu.
L'APLS a rencontré peu de résistance, car la plupart des soldats de l'AFDL avaient été transportés vers les lignes de front, notamment à Kisangani et dans d'autres grandes villes. Les rebelles de l'APLS sont venus dire à la population que le gouvernement congolais de Laurent Désiré Kabila collaborait avec le gouvernement soudanais pour transporter des soldats soudanais directement de Khartoum jusqu'à Dungu et Doruma afin de reprendre les villes qu'ils avaient perdues. Alors qu'elle se trouvait encore dans ces villes, l'APLS a volé et pillé le diocèse catholique de Dungu-Doruma. Ils ont pillé les véhicules du diocèse, les motos, les vélos et tout ce qu'ils trouvaient de valeur. Ils ont également emmené de force tous les réfugiés avec eux au Soudan. Les réfugiés qui ne voulaient pas retourner dans une zone de guerre au Soudan ont dû chercher refuge à nouveau, cette fois en République centrafricaine. Ces réfugiés n'étaient pas seulement soumis à la pression de l'APLS, mais aussi à celle de la population congolaise, qui leur reprochait d'être à l'origine de la venue des rebelles de l'APLS à Doruma et à Dungu.

## La LRA
Les habitants de Dungu et de Doruma ont récemment[Quand ?] été victimes de meurtres de civils, d'incendies de maisons et de viols perpétrés par l'Armée de résistance du Seigneur (LRA) de Joseph Kony.
Depuis de nombreuses années, dans le district du Haut-Uele en RD Congo, le groupe rebelle LRA pille les villages. Depuis décembre 2008, l'armée ougandaise soutient l'armée congolaise dans l'éradication de ces groupes rebelles. À la suite d'une forte action militaire de l'armée, les rebelles se sont dispersés dans la région mais ont continué à piller les villages en plus petit nombre. Cela a provoqué la panique et incité les habitants à se réfugier dans la brousse, un phénomène illustré dans des villes comme Dungu et Doruma, ou même plus au sud.

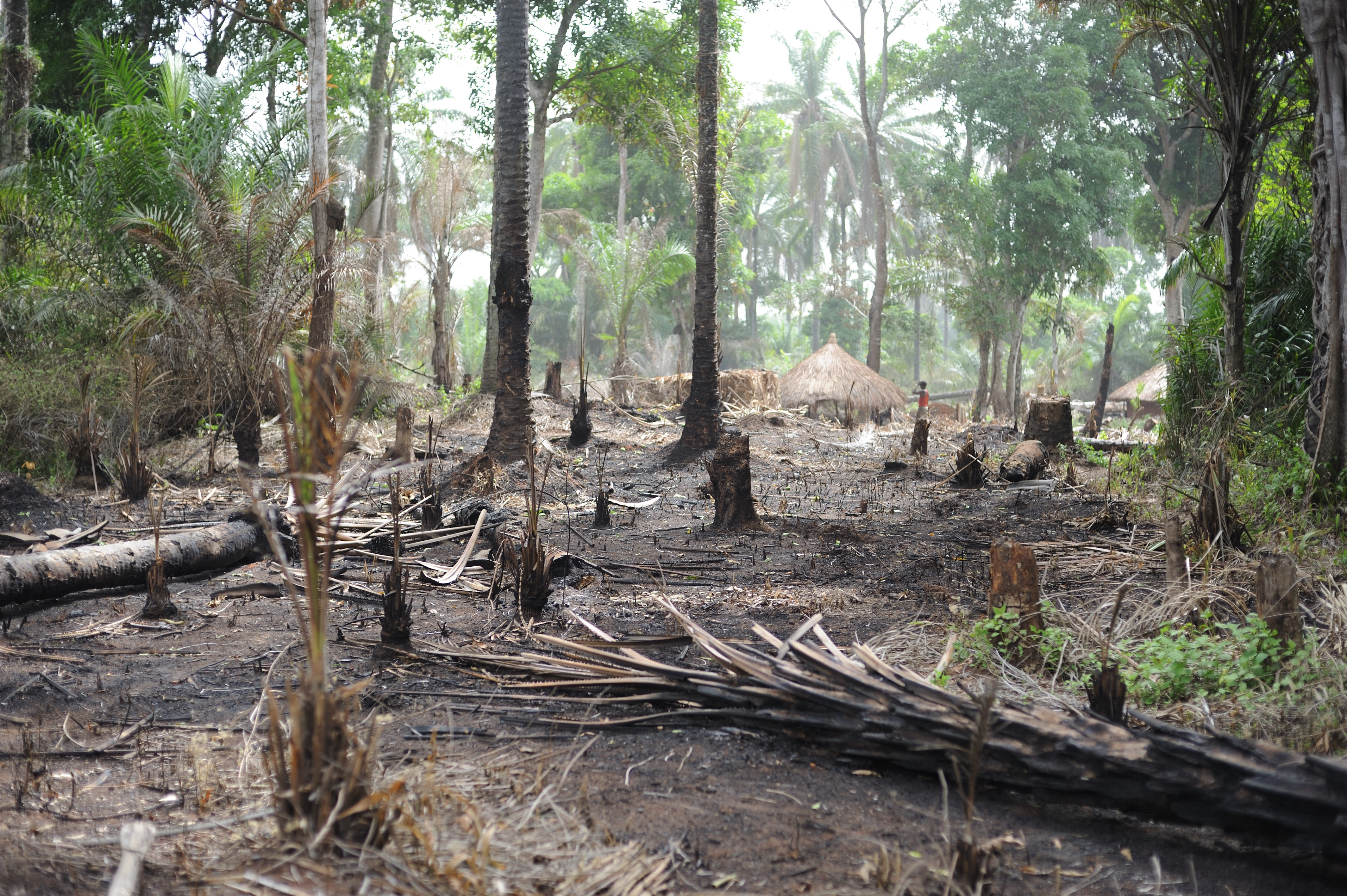
Camp de réfugiés de la tribu Zande en construction à l'extérieur de Doruma, 2009.

Depuis fin décembre 2008, la LRA s'est rapprochée de Doruma, et sa stratégie est passée du pillage des villages à l'enlèvement d'enfants de 11 à 17 ans pour les enrôler comme enfants-soldats, puis au simple massacre des populations locales. 189 morts et 111 disparus ont été signalés avant le 24 décembre 2008, ainsi que des rapports faisant état d'enfants torturés et d'incendies dans la brousse et les champs, empêchant la population de fuir.
Dans un tel contexte, la ville de Doruma, protégée par les armées congolaise et ougandaise, et abritant normalement environ 6 000 habitants, est venue accueillir en un mois plus de 17 000 personnes déplacées internes (IDP) provenant des localités voisines, arrivant privées de tout bien personnel.

## Transport
- Aéroport de Doruma

## Soins de santé
En mars 2012, un hôpital était installé à Doruma.